# Leopold Ernst von Firmian
Leopold Ernst von Firmian (ur. 22 września 1708 w Trydencie, zm. 13 marca 1783 w Pasawie) – niemiecki kardynał.

## Życiorys
Urodził się 22 września 1708 roku w Trydencie, jako syn Franza Alfonsa Georga von Firmiana i Barbary Elisabeth von Thun. 25 września 1729 roku przyjął święcenia kapłańskie. 13 lutego 1739 roku został biskupem Seckau, a 1 marca przyjął sakrę. Podczas wojny o sukcesję austriacką w latach 1740–1748 na próżno błagał swego wuja arcybiskupa o zachowanie neutralności wobec Bawarii. W 1748 roku został biskupem koadiutorem Trydentu, jednak po ośmiu latach zrezygnował. W 1763 roku został biskupem Pasawy, a także dożywotnim doradcą cesarzowej Marii Teresy. Biorąc pod uwagę, że w Styrii, Salzburgu i austriackiej części Pasawy istniał tajny protestantyzm, Firmian uznał za konieczne stworzenie przeciwwagi poprzez wykształcone duchowieństwo, które mogłoby zaoferować ludziom pomoc duchową. W 1764 roku został potępiony jako jansenista. Chociaż podejrzenia biskupa, że jezuici byli przyczyną powództwa w Rzymie przeciwko jego świeckiemu duchowieństwu nie były całkowicie bezpodstawne, działał bardzo ostrożnie w tłumieniu Towarzystwa Jezusowego. W 1765 roku został odznaczony Orderem Świętego Stefana. 14 grudnia 1772 roku został kreowany kardynałem prezbiterem i otrzymał kościół tytularny San Pietro in Montorio. Popierał wprowadzenie patentu tolerancyjnego. Zmarł 13 marca 1783 roku w Pasawie.